# 原子量
原子量（げんしりょう、英: atomic mass）または相対原子質量（そうたいげんししつりょう、英: relative atomic mass）とは、「一定の基準によって定めた原子の質量」である。
その基準は歴史的変遷を経ており、現在のIUPACの定義によれば1個の原子の質量の原子質量単位に対する比であり、Eを原子や元素を表す記号として Ar(E) という記号で表される。すなわち12C原子1個の質量に対する比の12倍である。元素に同位体が存在する場合は核種が異なるそれぞれの同位体ごとに原子の質量が異なるが、ほとんどの元素において同位体存在比は一定なので、原子量は存在比で補正された元素ごとの平均値として示される。同位体存在比の精度が変動するため、公示されている原子量の値や精度も変動する。
質量と質量との比なので比重と同様に無次元量だが、その数値は定義上、1個の原子の質量を原子質量単位で表した値に等しい。
また物質量が1 molの原子の質量をグラム単位で表した数値、すなわちg/molで表した原子のモル質量をモル質量定数 1 g/molで除して単位を除去した数値にほぼ等しい。2019年5月20日の定義変更までは原子量にg/molを付すと厳密にモル質量であったが、再定義以降、モル質量定数は定義定数でなくなり、CODATA2018推奨値では0.99999999965(30) g/molとなった。
同位体存在比は、精度を高めると試料の由来（たとえば産地、地質学的年代）によって厳密には異なる。測定精度の向上と各試料の全天然存在量予測の変動により、同位体存在比の精度が変動する。そのことによりIUPACの下部組織である原子量および同位体存在度委員会 (CIAAW) により定期的に「原子量表」の改訂が発表され、これが「標準原子量」と呼ばれている。その改訂は隔年で行われ、奇数年に発表されている。日本化学会原子量小委員会はこの表をもとに原子量表を作成し、日本化学会会誌「化学と工業」4月号で毎年発表している。
原子量表の改定や試料間の原子量の差異があるとは言え、有効数字3桁程度では大部分の元素の原子量は十分に安定している(主な例外: リチウム、水素)。そのため、化学反応等においては、実用上は問題を生じない。一方、精密分析や公示文書の値を計算する場合は、最新の原子量表の値を使うべきである。
1961年まで、物理学では16Oの質量を、化学では天然同位体比の酸素の質量を原子量基準としていた。